# Daniel Collins (cónego)
Daniel Collins STP (falecido em 29 de março de 1648) foi um cónego de Windsor de 1631 a 1648.

## Carreira
Ele foi educado em Eton College e King's College, Cambridge e graduou-se BA em 1599, MA em 1601, BD em 1609 e DD em 1626.
Ele foi nomeado:
- Reitor de Puttenham, Hertfordshire 1610
- Palestrante em Windsor
- Capelão do rei Carlos I
- Fellow de Eton 1616-1648 e Vigário Provost
- Vigário de Ruislip 1617-1633 e 1640-1641
- Reitor de Cowley, Middlesex 1629-1648
- Vigário de Mapledurham 1635 - 1637

Ele foi nomeado para a sexta bancada na Capela de São Jorge, Castelo de Windsor em 1631 e manteve a canonaria até 1648.